# Amolops kohimaensis
Amolops kohimaensis es una especie de anfibio anuro de la familia Ranidae.

## Distribución geográfica
Esta especie es endémica de Nagaland en la India.

## Descripción
Los machos de Amolops kohimaensis miden de 43 a 49 mm. El dorso es de color marrón y su parte ventral es de color grisáceo manchado con marrón.

## Etimología
El nombre de la especie está compuesto de kohima y del sufijo latino -ensis que significa "que vive, que habita", y le fue dado en referencia al lugar de su descubrimiento, el distrito de Kohima.

## Publicación original
- Biju, Mahony & Kamei, 2010 : Description of two new species of torrent frog, Amolops Cope (Anura: Ranidae) from a degrading forest in the northeast Indian state of Nagaland. Zootaxa, n.º 2408, p. 31-46[2]